# Войкова лъка
Войкова лъка е село в Южна България. То се намира в община Рудозем, област Смолян.

## География
Село Войкова лъка се намира в Западните Родопи и е на 2 км западно от град Рудозем по поречието на река Елховска.

## Религии
Ислям (сунити). Населението е изцяло мюсюлманско.

## Обществени институции
В селото има кметство, читалище, детска градина.

## Културни и природни забележителности
В село Войкова лъка има останки от стари мостове, по които се съди, че селото е основано преди много години. Близо до местността, наричана от населението „Широка присойка“ в миналото е имало рудник, който и до днес малко от старите хора помнят.

## Кухня
Традиционни родопски ястия.